# 63-as főút (Szlovákia)
A 63-as főút Szlovákia egyik elsőrendű főútja, mely Pozsonytól, Dunaszerdahelyen és Komáromon keresztül Párkányig halad. A főút teljes hossza 148,317 km hosszú ami E575-ös európai út egy része. Az út Párkány után a Mária Valéria hídon csatlakozik a 11 326-os számú bekötőúthoz, amely Esztergom városában a 11-es főútba torkollik.

## Kereszteződések, pihenőhelyek és hidak
https://sk.wikipedia.org/wiki/Cesta_I._triedy_63_(Slovensko)